# الاستفتاء على الدستور البرازيلي 1963
الاستفتاء على الدستور البرازيلي 1963 عقد في البرازيل في 6 يناير 1963. سئل الناخبون عما إذا كانوا يوافقون على تعديل دستوري تم إجراؤه في عام 1961 نقل فيه العديد من صلاحيات الرئيس إلى الكونغرس الوطني. تم رفض التغييرات من قبل أكثر من 80٪ من الناخبين.

## خلفية
بعد استقالة جانيو كوادروس في 25 أغسطس 1961 ومقاومة القوات المسلحة والطبقات العليا للسماح لنائب الرئيس اليساري جواو غولار بتولي منصبه، نشأت أزمة خطيرة أدت تقريبًا إلى حرب أهلية. وكاد جولارت الذي كان في زيارة رسمية إلى جمهورية الصين الشعبية أن يُمنع من العودة إلى البلاد.
بسبب الدعم الشعبي الهائل لجولارت بدلاً من عزل جولارت من منصبه، اقترح المؤتمر الوطني تعديلًا لدستور عام 1946، وتغيير شكل الحكومة من النظام الرئاسي إلى النظام البرلماني، وتقليل سلطات الرئيس وإنشاء منصب جديد لرئيس الوزراء. تم سن التعديل في 2 سبتمبر وعلق الجيش الفيتو على جولارت، الذي تولى منصبه في عيد الاستقلال في عام 1961.
ومع ذلك فإن نظام الحكم الذي كان قائمًا على النموذج الألماني، لم يعمل بشكل جيد بسبب التسرع في الموافقة على التعديل. كما ساهمت طموحات جولارت ومنافسيه جوسيلينو كوبيتشيك وكارلوس لاسيردا وكلاهما كانا يسعيان للرئاسة في انتخابات عام 1965 المقبلة، في فشل البرلمانية.
في أقل من عامين كان هناك ثلاثة رؤساء وزراء: تانكريدو نيفيس (1961-1962)، وبروشادو دا روشا (يوليو-سبتمبر 1962)، وهيرميس ليما (1962-1963).

## بعد الاستفتاء
بدأ جولارت بعد أن حقق سلطات رئاسية كاملة خطته للإصلاحات الأساسية (ريفورماس دي بيس)، مما أدى إلى انقلاب عسكري في أبريل 1964.